# Municipio de East Finley (Pensilvania)
El municipio de East Finley (en inglés: East Finley Township) es un municipio ubicado en el condado de Washington en el estado estadounidense de Pensilvania. En el año 2000 tenía una población de 1.489 habitantes y una densidad poblacional de 16 personas por km².

## Geografía
El municipio de East Finley se encuentra ubicado en las coordenadas 39°59′54″N 80°21′59″O / 39.99833, -80.36639.

## Demografía
Según la Oficina del Censo en 2000 los ingresos medios por hogar en la localidad eran de $39,063 y los ingresos medios por familia eran $43,516. Los hombres tenían unos ingresos medios de $31,250 frente a los $20,078 para las mujeres. La renta per cápita para la localidad era de $14,675. Alrededor del 12,1% de la población estaban por debajo del umbral de pobreza.